# ملعب ماكسيمير

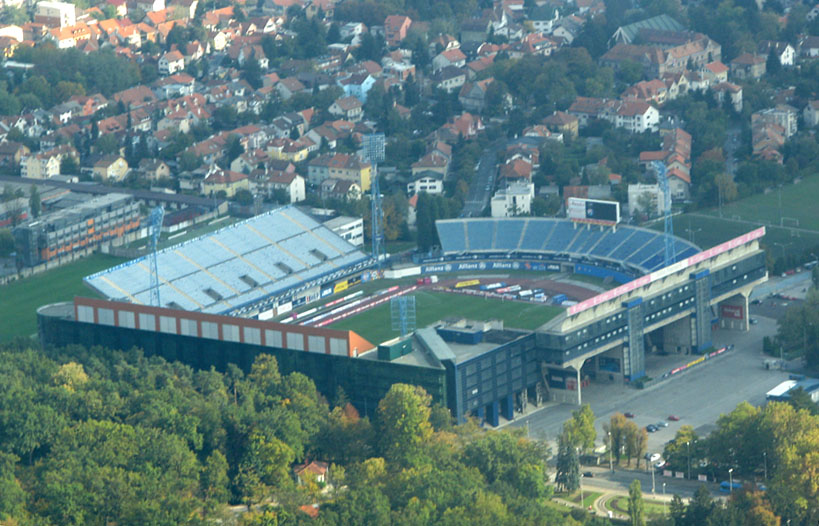

ملعب ماكسيمير هو ملعب متعدد الاستخدام يقع في زغرب عاصمة كرواتيا. غالبا ما يتم استخدامه لمباريات كرة القدم. يسع الملعب لجلوس 38,923 متفرج. يعتبر الملعب الرسمي الذي يخوض فيه منتخب كرواتيا مبارياته الدولية. تم افتتاح الملعب في سنة 1912.